# Bianca Jagger
Bianca Jagger (wł. Bianca Pérez-Mora Macías, ur. 2 maja 1945 w Managui) – angielsko-nikaraguańska działaczka społeczna i bojowniczka o prawa człowieka, dawniej modelka i aktorka, jedna z ikon mody lat 70. Jagger jest Ambasadorem Dobrej Woli Rady Europy, przewodniczącą World Future Council, prezesem Bianca Jagger Human Rights Foundation i członkinią Rady Zarządzającej amerykańskiej Amnesty International.
Jagger ma podwójne obywatelstwo, jako naturalizowana obywatelka brytyjska i obywatelka Nikaragui.
We wrześniu 1970 we Francji na imprezie po koncercie The Rolling Stones poznała Micka Jaggera. 12 maja 1971, gdy była w czwartym miesiącu ciąży, para pobrała się podczas ceremonii rzymskokatolickiej w Saint-Tropez. Była jego pierwszą i jedyną żoną. Mają córkę Jade (ur. 21 października 1971). W maju 1978 złożyła wniosek o rozwód z powodu jego cudzołóstwa z modelką Jerry Hall.
Była na okładkach magazynów takich jak „People”, „Cosmopolitan”, „Interview”, „Vanity Fair” i „Vogue”.
Oprócz swojej rozległej działalności charytatywnej, Jagger cieszyła się publiczną reputacją jako imprezowiczka w latach 70. i na początku lat 80., będąc blisko związana w świadomości społecznej z nowojorskim klubem nocnym Studio 54. Zasłynęła również szczególnie jako przyjaciółka artysty pop Andy’ego Warhola.
W 2004 uhonorowana nagrodą Right Livelihood Award "za szeroką działalność na rzecz praw człowieka i sprawiedliwości społecznej".